# SB alt 14
Die Dampflokomotivreihe SB alt 14 waren Schnellzug-Schlepptenderlokomotiven der österreichischen Südbahn.
Der große feste Achsstand der Reihe 18, der in den engen Radien der Semmeringbahn Probleme machte, veranlasste die Südbahn, bei der Maschinenfabrik Esslingen 18 Stück einer ähnlichen Baureihe zu bestellen, bei der die fixe Laufachse durch ein zweiachsiges Drehgestell ersetzt wurde.
Die Maschinen wurden 1860/61 geliefert und erhielten die Reihenbezeichnung 14 (ab 1864 Reihe 19).
1864 lieferten die Lokomotivfabrik der StEG und die Wiener Neustädter Lokomotivfabrik weitere zwölf Stück, denen zwischen 1870 und 1873 25 Stück aus der Wiener Neustädter Lokomotivfabrik mit größerem Kesseldruck folgten.
Gemeinsam mit der Reihe 18 war die Reihe 19 für den Schnellzugverkehr der Südbahn zuständig.
Als sie in diesen Diensten von den Reihen 17a,b,c,d abgelöst wurde, wurde sie im Personenzugverkehr eingesetzt.
Nach der Verstaatlichung 1924 erhielt die BBÖ 29 Stück, die sie als 116.01–24 und 116.101–105 (Letztlieferung) einordnete und bis 1930 sowie bis 1932 ausmusterte.
20 Stück kamen als Reihe 512 nach Italien zur FS.